# Бич Ботом (Западна Вирџинија)
Бич Ботом (енгл. Beech Bottom) град је у америчкој савезној држави Западна Вирџинија.

## Демографија
По попису из 2010. године број становника је 523, што је 83 (-13,7%) становника мање него 2000. године.
| Група             | 2000.       | 2010.       |
| Белци             | 601 (99,2%) | 511 (97,7%) |
| Афроамериканци    | 0 (0,0%)    | 2 (0,4%)    |
| Азијати           | 0 (0,0%)    | 4 (0,8%)    |
| Хиспаноамериканци | 0 (0,0%)    | 4 (0,8%)    |
| Укупно            | 606         | 523         |